# Cippe de Polla
Le cippe de Polla est un cippe trouvé à San Pietro di Polla, près de Polla sur le tracé de la via Popilia. Le magistrat qui l'a érigé à la fin du IIe siècle av. J.-C. n'est pas connu. Formé d'un bloc en pierre carré, le cippe vante les réalisations du magistrat tant en génie civil que pour la pacification de la région et porte gravé de manière explicite le détail de son itinéraire. Les distances sont toutes indiquées à partir de Polla, et non entre chaque ville citée.  Selon cette inscription, la distance totale de Capoue à Rhégium était de 321 milles romains, soit 475 km.

## Transcription
L'inscription du cippe de Polla est la suivante :
| Le cippe de Polla (lapis Pollæ) | Transcription du texte original |
| --- | --- |
| il "Lapis pollæ" della Via Popilia | VIAM·FECEI·AB·REGIO·AD·CAPVAM·ET IN·EA·VIA·PONTEIS·OMNEIS·MILIARIOS TABELARIOSQVE·POSEIVEI·HINCE·SVNT NOVCERIAM·MEILIA·LI·CAPVAM·XXCIIII MVRANVM·LXXIIII·COSENTIAM·CXXIII VALENTIAM·CLXXX AD·FRETVM·AD STATVAM·CCXXXI ·REGIVM·CCXXXVII SVMA·AF·CAPVA·REGIVM·MEILIA·CCCXXI ET·EIDEM·PRAETOR·IN SICILIA·FVGITEIVOS·ITALICORVM CONQVAEISIVEI·REDIDEIQVE HOMINES·DCCCCXVII·EIDEMQVE PRIMVS·FECEI·VT·DE·AGRO·POPLICO ARATORIBVS·CEDERENT·PAASTORES FORVM·AEDISQVE·POPLICAS·HEIC·FECEI |
| Traduction | |
| « J'ai fait la voie de Rhégium à Capoue, et sur cette voie, j'ai établi tous les ponts, milliaires et tabellarii (messageries). D'ici à Nocera il y a 51 milles, à Capoue 84, à Morano 74, à Cosenza 123, à Vibo Valentia 180, au passage près de la statue 231, à Rhégium (Reggio) 237. De Capoue à Rhégium, il y a en tout 321 milles. Et moi, préteur en Sicile, j'ai capturé et asservi les esclaves fugitifs des Italiques, 917 hommes en tout, et de même, moi le premier, j'ai fait en sorte que sur l'ager publicus, les pasteurs cèdent la place aux laboureurs. En ce lieu, j'ai élevé un forum et un temple publics. » | |

## Attribution
Le commanditaire qui a fait installer ce cippe n'est pas nommé par l'inscription, plusieurs hypothèses ont été proposées. L'auteur a exercé la préture, et est vraisemblablement consul. L'indication de fondation du Forum, sous-entendu Forum Popillii, nom antique de Polla, renvoie à Publius Popillius Laenas, préteur vers 135 et consul en 132 et fondateur de Polla, mais son intervention en faveur des agriculteurs au détriment des éleveurs est une application de la politique des Gracques, dont Popilius était l'adversaire, ce qui crée une difficulté d'interprétation. T. P. Wiseman a proposé Titus Annius Rufus, consul en 128 et auteur d'un autre milliaire, tandis que V. Bracco identifie Tiberius Annius Luscus, consul en 158. Moins vraisemblable, Verbrugghe envisage Appius Claudius Pulcher, un membre de la commission agraire créée par Ti. Gracchus.